# Ордина, Вера Валерьевна
Вера Валерьевна Ордина (род. 4 июня 1968) — советская и российская легкоатлетка, специалистка по барьерному бегу. Выступала за сборные СССР, СНГ и России по лёгкой атлетике в конце 1980-х — середине 1990-х годов, многократная призёрка первенств национального значения, участница летних Олимпийских игр в Барселоне. Представляла Санкт-Петербург. Мастер спорта международного класса.

## Биография
Вера Ордина родилась 4 июня 1968 года.
Занималась лёгкой атлетикой в Ленинграде под руководством заслуженного тренера Владимира Александровича Беленицкого.
Впервые заявила о себе на взрослом всесоюзном уровне в сезоне 1989 года, выиграв бронзовую медаль в беге на 400 метров с барьерами на чемпионате СССР в Горьком.
На чемпионате СССР 1990 года в Киеве вновь стала бронзовой призёркой в той же дисциплине. Попав в состав советской национальной сборной, выступила на Играх доброй воли в Сиэтле, где с результатом 57,94 метра финишировала в финале пятой.
В 1991 году на чемпионате страны в рамках X летней Спартакиады народов СССР в Киеве в третий раз подряд взяла бронзу в беге на 400 метров с барьерами. Позже заняла восьмое место на Финале Гран-при IAAF в Барселоне.
В 1992 году выиграла серебряную медаль на чемпионате СНГ в Москве, уступив только Маргарите Пономарёвой. По итогам чемпионата вошла в состав Объединённой команды, собранной из спортсменов бывших советских республик для участия в летних Олимпийских играх в Барселоне — в программе барьерного бега на 400 метров в финале показала результат 54,83 метра, расположившись в итоговом протоколе соревнований на пятой строке.
После распада Советского Союза Ордина в течение некоторого времени выступала за российскую национальную сборную. Так, в 1994 году в беге на 400 метров с барьерами она получила бронзу на чемпионате России в Санкт-Петербурге, была четвёртой на Кубке Европы в Бирмингеме, дошла до стадии полуфиналов на чемпионате Европы в Хельсинки, заняла шестое место на домашних Играх доброй воли в Санкт-Петербурге.
В 1995 году на чемпионате России в Москве добавила в послужной список ещё одну бронзовую награду.
Впоследствии оставалась действующей спортсменкой вплоть до 2000 года, продолжая принимать участие в различных всероссийских соревнованиях.
За выдающиеся спортивные результаты удостоена почётного звания «Мастер спорта международного класса».